# Harold Abraham Weill
Pour les articles homonymes, voir Weill.
Harold Abraham Weill, né en 1983 à Schiltigheim, est un rabbin français, grand-rabbin de Strasbourg et du Bas-Rhin depuis septembre 2017.

## Biographie
Harold Weill est né en 1983 à Schiltigheim dans une famille pratiquante dont il est l’unique enfant. Son père est cadre et sa mère médecin. Il fait ses études à l’école Aquiba où il obtient un bac scientifique. Il fréquente la yeshiva Eshel et le groupe Léo Cohn des Éclaireuses et éclaireurs israélites de France.
Après son bac, il part pour un an étudier dans une yeshiva en Israël. Il passe les cinq années suivantes au séminaire israélite de France et obtient son diplôme de rabbin.
Harold Weill est marié et père de quatre enfants.

### Rabbin à Anvers et Toulouse
À l’issue de ses études rabbiniques, il est recruté par la communauté juive d’Anvers  en Belgique. Il se marie et revient en France en 2011 où il devient rabbin de Toulouse jusqu’en 2017. Il y est en poste lors de la tuerie à l'école juive Ozar Hatorah.
En 2015, Harold Weill porte plainte contre un assesseur du Front de gauche de son bureau de vote qui lui avait demandé de retirer sa kippa lors du premier tour des élections départementales.

### Grand-rabbin de Strasbourg et du Bas-Rhin
En mai 2017, Harold Weill est choisi par le Consistoire israélite du Bas-Rhin comme grand-rabbin de Strasbourg et du Bas-Rhin. Il succède au grand-rabbin René Gutman.
Il entre en fonction le dimanche 10 septembre 2017.

Installation du grand-rabbin Harold Avraham Weill, le 10 septembre 2017.
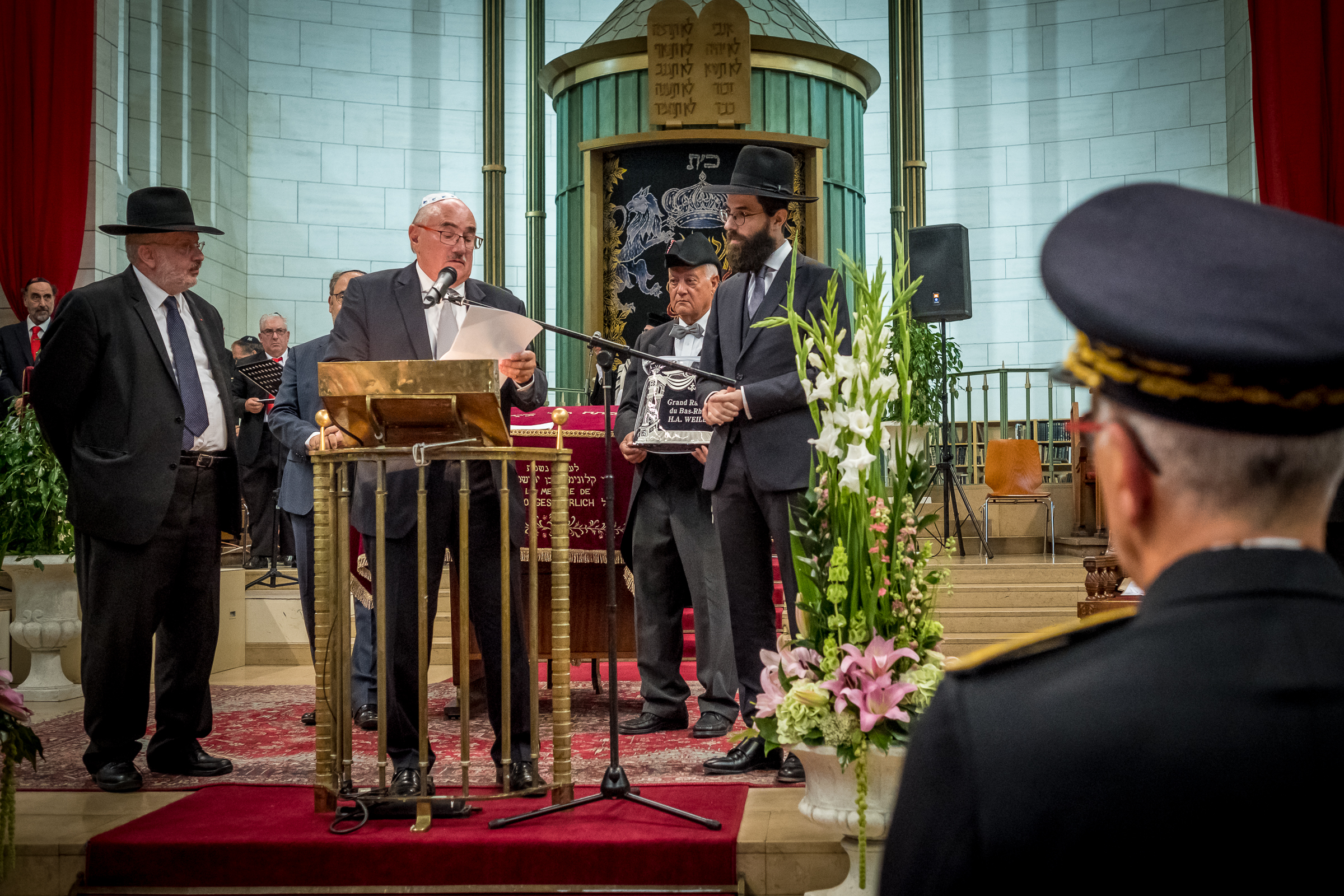
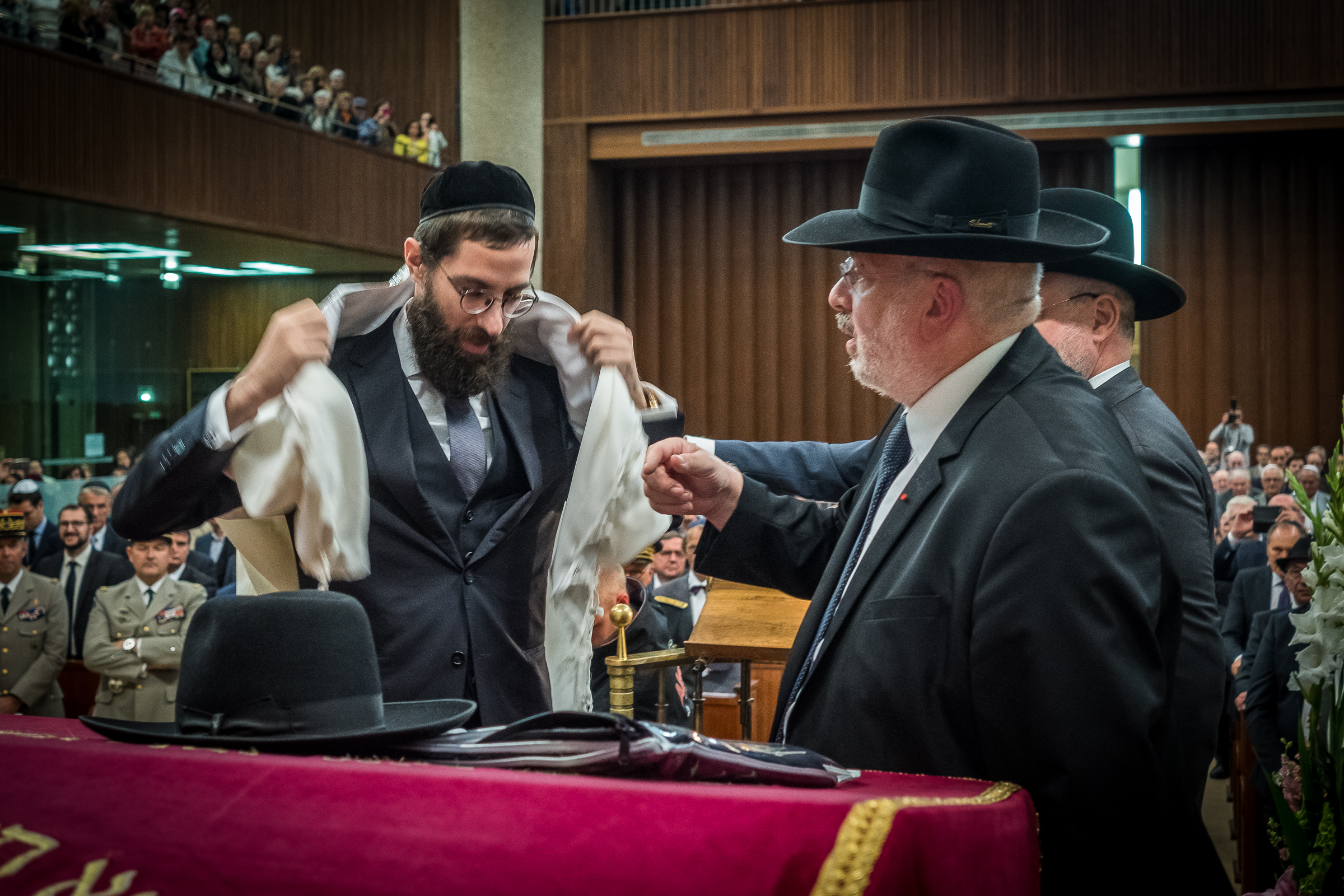